# Řád Nazarbajeva
Řád Nazarbajeva celým názvem Řád prvního prezidenta Kazašské republiky – prezidenta Nursultana Nazarbajeva (kazašsky Қазақстан Республикасының Тұңғыш Президенті — Елбасы Нұрсұлтан Назарбаев ордені) je státní vyznamenání Kazašské republiky založené roku 2001.

## Historie a pravidla udílení
Řád byl založen dne 1. ledna 2001 zákonem Kazašské republiky č. 180-II na počest prezidenta Nursultana Nazarbajeva. Ten byl v době založení řádu stále úřadujícím prezidentem Kazachstánu. Během své existence insignie řádu čtyřikrát změnily svůj vzhled.
Udílen je občanům republiky i cizím státním příslušníkům za jejich přínos k rozvoji a prosperitě země. To zahrnuje jejich účast na sociálních aktivitách, úspěchy ve sportu či v jiných soutěžích reprezentujících Kazachstán, přínos k rozvoji a posilování ekonomiky či mimořádnou službu ve vnitrostátním právu a vojenství.

## Insignie
Řádový odznak má tvar hvězdy, jejíž  delší cípy jsou pokryté bílým smaltem a zdobené diamanty. Jsou zakončeny dvěma hroty. Mezi nimi jsou shluky nepravidelných paprsků pokrytých modrým smaltem. Uprostřed je kulatý medailon. Ve středovém medailonu je zlatý monogram, písmena П a Н na modře smaltovaném pozadí. Písmena jsou zdobně propletena. Středový medailon je obklopen zlatým vavřínovým věncem, který je dále lemován bíle smaltovaným kruhem se zlatým nápisem Қазақстан Республикасының Тұңғыш Президенті — Елбасы Нұрсұлтан Назарбаев. Medailon je obklopen zlatou stuhou zdobenou přírodními rubíny.
Řádová hvězda je šestnácticípá složená z různě dlouhých paprsků. Tvoří ji osm kratších a osm delších cípů. Uprostřed je kulatý medailon se zlatým profilem Nursultana Nazarbajeva na modře smaltovaném pozadí. Medailon je lemován bíle smaltovaným kruhem se zlatým nápisem Қазақстан Республикасының Тұңғыш Президенті — Елбасы Нұрсұлтан Назарбаев. Celý medailon je obklopen zlatou stuhou zdobenou přírodními rubíny.
Insignie prvního typu nebyly zdobeny diamanty. Ve středovém medailonu byl obrysový profil prezidenta na zlatém pozadí. Insignie druhého typu byly zdobeny umělými drahými kameny. Uprostřed byl profil prezidenta na červeně smaltovaném pozadí. U třetího typu jej zdobily umělé drahé kameny. Ve středovém medailonu byl zlatý profil Nursultana Nazarbajeva na modře smaltovaném pozadí. Medailon byl obklopen bíle smaltovaným kruhem se zlatým nápisem Қазақстан Республикасының Тұңғыш Президенті. Medailon byl obklopen zlatou stuhou.

Stuha z hedvábného moaré je modré barvy se zlatým pruhem s národním ornamentem. V případě šerpy spadající z ramene na protilehlý bok je stuha široká 100 mm.

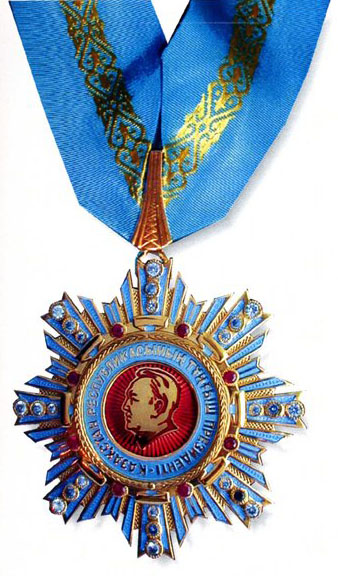
Typ 2
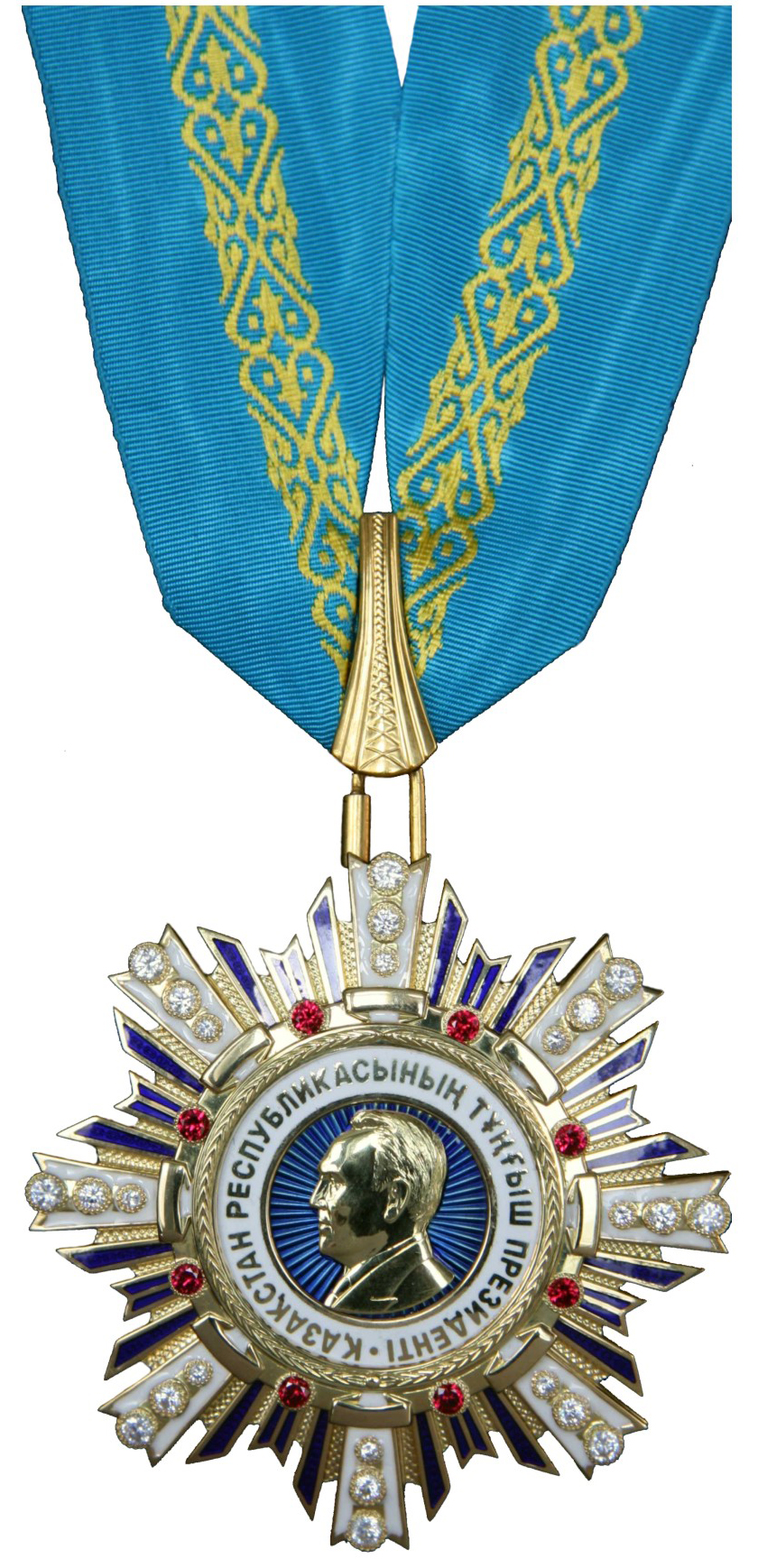
Typ 3
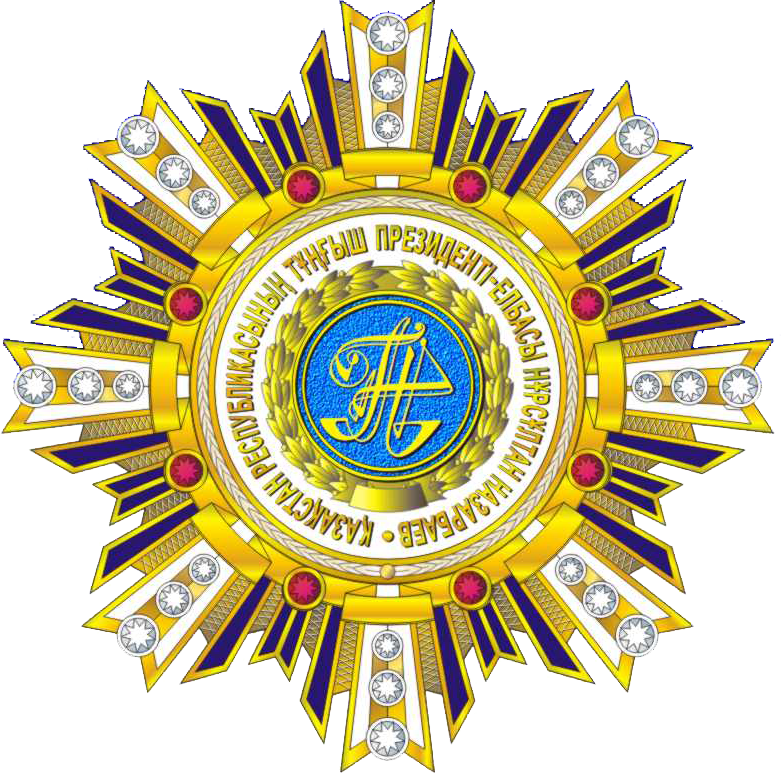
Typ 4